# 坊城俊昌
坊城 俊昌（ぼうじょう としまさ）は、安土桃山時代から江戸時代にかけての公家（公卿）。
堂上家（家格は、名家、藤原北家高藤流勧修寺庶流）である、坊城家の9代当主。

## 経歴
准大臣・勧修寺晴豊の四男。母は刑部卿兼陰陽頭・土御門有脩の娘。室は豊後守・松倉重政の娘。兄弟に権大納言・勧修寺光豊、蔵人頭・甘露寺経遠、讃岐守・伊達源行、右京亮・阿部致康、相国寺95世・鳳林承章など。実子に権大納言・勧修寺経広、権大納言・坊城俊完（はじめ、権中納言・葉室頼宣の養子）、左馬助・小堀正春（遠州流）の室など。
文禄4年（1595年）、権中納言・坊城俊名の没後、55年に渡り中絶していた坊城家を再興。
慶長14年（1609年）7月19日、参議に叙官されるが同年に没。極位は、従四位上。

## 系譜
- 父：勧修寺晴豊
- 母：土御門有脩の娘
- 養父：坊城俊名
- 妻：松倉重政の娘
  - 男子：勧修寺経広
  - 男子：坊城俊完
- 生母不詳の子女
  - 女子：小堀正春室